# Matchedash Bay
Matchedash Bay är en vik i Kanada.   Den ligger i provinsen Ontario, i den sydöstra delen av landet, 300 km väster om huvudstaden Ottawa.
I omgivningarna runt Matchedash Bay växer i huvudsak lövfällande lövskog. Runt Matchedash Bay är det ganska glesbefolkat, med 35 invånare per kvadratkilometer.